# Basavilbaso
Basavilbaso är en ort i Argentina.   Den ligger i provinsen Entre Ríos, i den centrala delen av landet, 250 kilometer norr om huvudstaden Buenos Aires. Basavilbaso ligger 64 meter över havet och antalet invånare är 9 354.
Terrängen runt Basavilbaso är mycket platt. Runt Basavilbaso är det glesbefolkat, med 19 invånare per kvadratkilometer.. Basavilbaso är det största samhället i trakten.
Trakten runt Basavilbaso består i huvudsak av gräsmarker.